# ISU-152式重型突擊炮
ISU-152/122式重型突擊炮（俄语：ИСУ-152），是一款蘇聯於第二次世界大戰時期研發並使用的重型突擊炮。它使用的是IS-2重型坦克的底盤和車體。於第二次世界大戰後，ISU-152式重型突擊炮曾經被出口到包括中華人民共和國等多個國家中。

## 歷史

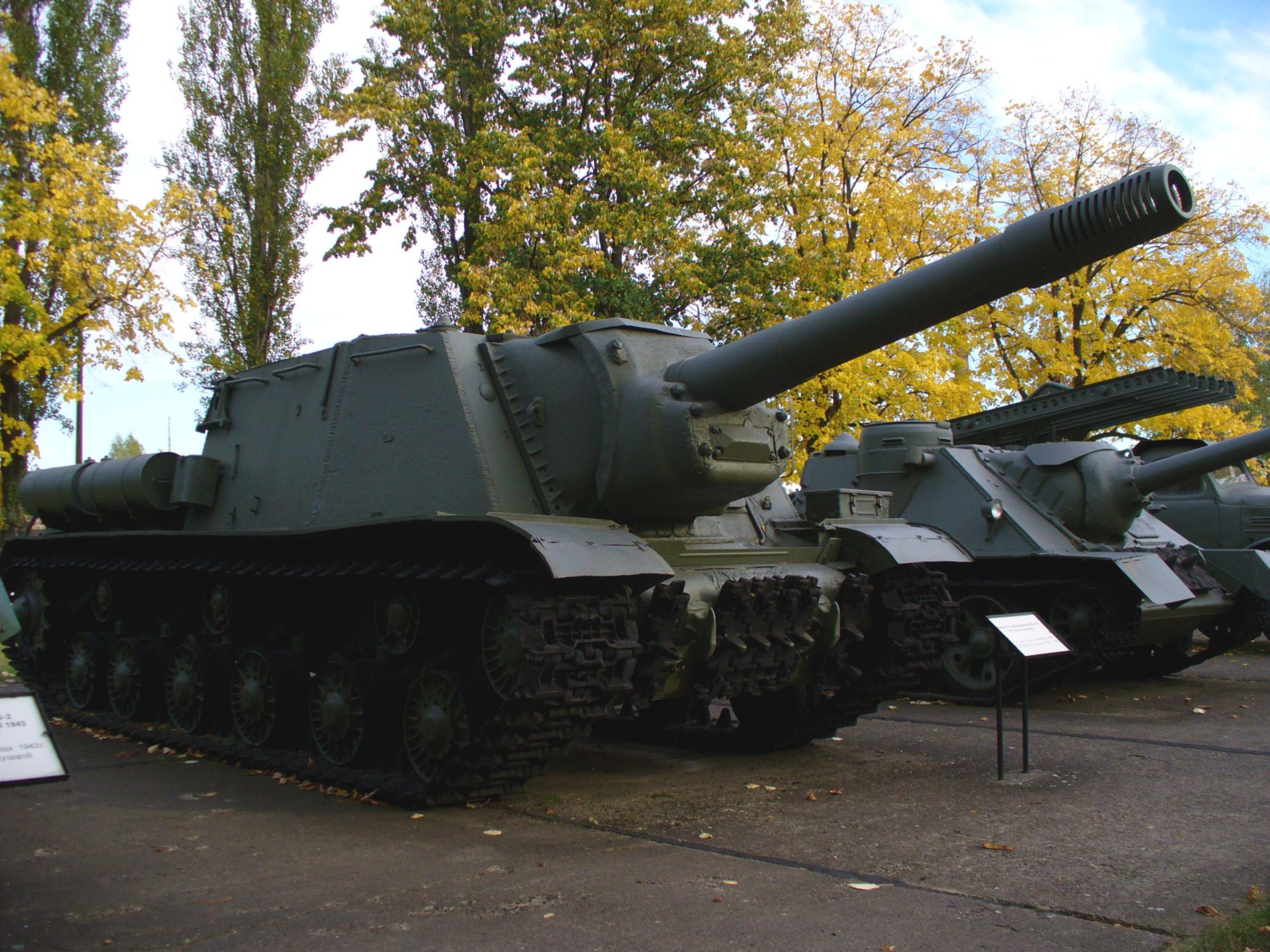
現保存於德國柏林的ISU-152式重型突擊炮

ISU-152 中乘員的位置: 1. 駕駛員 2. 指揮官 3. 炮手 4. 後膛操作人員 5. 裝填手.

1943年，蘇軍認為有必要對SU-152進行現代化改造。於是，蘇聯戰車工業部命令車里雅賓斯克製造廠的設計組、機械化炮兵部以及裴特洛夫三方協作設計兩種使用IS-2車體和底盤的重型突擊炮。該設計方案最初被稱為「241工程」或「ISU-249」。1943年12月，這款設計通過了測試，蘇軍將其命名為「ISU-152」，並於稍後將其投入量產。:171-172
在ISU-152投入量產之後不久，蘇聯當局就遇到了一個問題——因為蘇聯火炮工廠的生產問題，無法為車里雅賓斯克製造廠提供足夠多的152 mm ML-20S 榴彈炮供ISU-152使用。當局鑑於此，命令中央設計局的兩個設計組研究是否能將ISU-152的152毫米火炮更換為長身管型的122毫米A-19火炮。經過測試以後，設計組認為這完全可行。因為152毫米ML-20式火炮和122毫米A-19式火炮的炮架完全相同，在ISU-152上安裝122毫米火炮基本上不需要進行大的改造。這種安裝122毫米主炮的ISU-152式突擊炮被稱作「ISU-122」。在1943年12月，第一輛ISU-122交付部隊使用。次年（1944年），蘇軍還為ISU-122換裝上了火力更強的122毫米D-25S式戰車炮，同時，還為其換裝了新的炮盾，並擴大了乘員艙。（也就是IS-2重型坦克所使用的主炮）。蘇軍將安裝D-25S式戰車炮的ISU-122坦克稱為「ISU-122-2」。:172
二戰後，ISU-152/122曾經被蘇聯出口到多個國家中，它在二戰後曾經在朝鮮戰爭、第三次及第四次中東戰爭甚至海灣戰爭中服役。:173

## 性能
ISU-152共由五名乘員操作。但是，即使減少一名裝填手，該車輛也能正常工作。相比SU-152來說，ISU-152/122的懸掛裝置更低，前裝甲更厚，並加裝了一個重型雙片炮盾。其速度可達37千米/小時。雖然其主炮射速較低，但是卻可以在任意距離上摧毀德軍的虎I坦克。:172
相比起ISU-152來說，ISU-122的對戰車能力要好得多。這使得ISU-122成為了蘇聯軍中的一款很受歡迎的遠程驅逐戰車。ISU-152安裝的152毫米ML-20式火炮因為炮彈太重，造成了炮口初速度低，使得其反戰車能力相比ISU-122所安裝的122毫米長身管型火炮起較為平庸。ML-20式火炮可以在1000米的距離外擊穿120毫米的裝甲，而長身管型122毫米則可以在同樣的距離外擊穿160毫米的裝甲。:41
值得一提的是，戰鬥室的天花板部分，相對於SU-152完全是用焊接方式，ISU-152的後半是改成用鉚釘來結合的。這是在中彈、誘爆的時候容易讓爆風散出的措施，相對於前一型的SU-152因為誘爆的壓力被完全破壞的情況，ISU-152則可以相當程度被壓抑在可以修復的情況(完全不考慮乘員的情況來說)。

## 服役

### 蘇聯

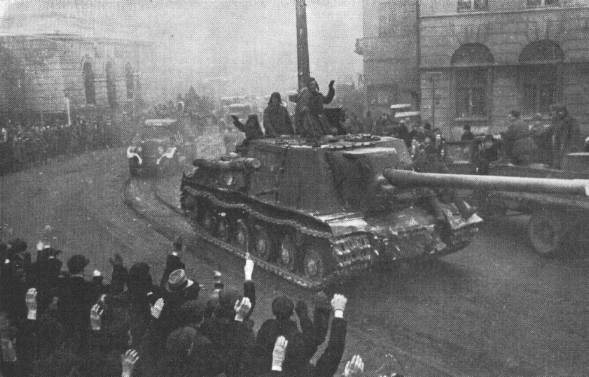
進入羅茲的ISU-122

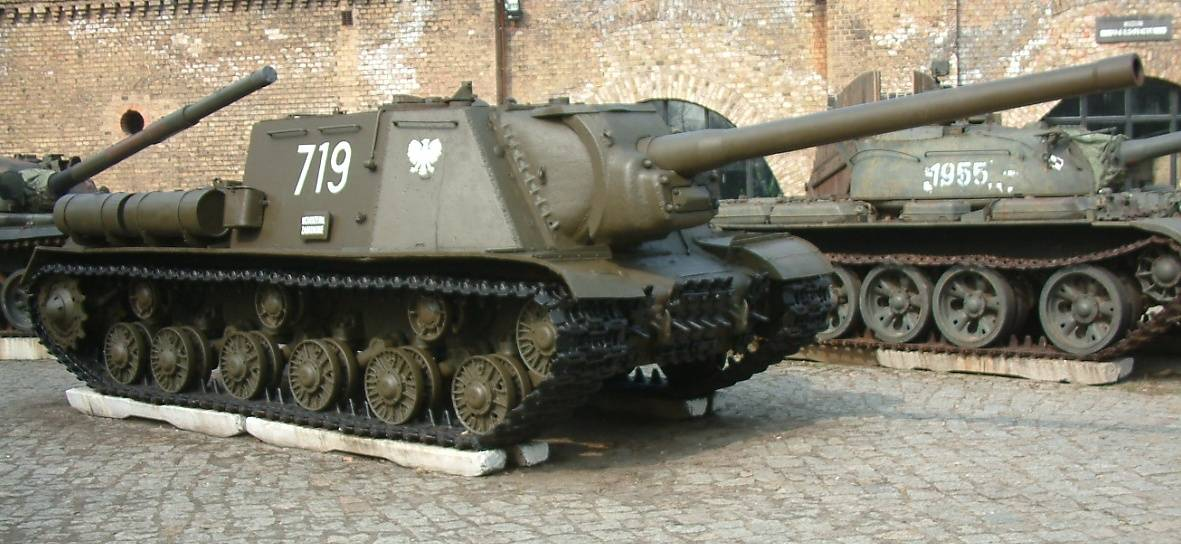
波兰装备的ISU-122

蘇軍通常會將ISU-122/152式突擊炮分配給獨立自行火炮團使用。這些部隊通常是戰車軍的第二攻擊梯隊一部分。其任務是攻擊德軍的重火力點和裝甲車輛為第一梯隊提供火力支援。另外，ISU-152/122式突擊炮還能為步兵提供火力支援和反坦克支援。:174
1943年底，ISU-152已經完全取代了先前的SU-152。因為在作戰中的表現，它們很快就獲得了「虎式殺手」的稱號。舉例來說，1944年夏季德軍的第502重戰車營被擊毀的12輛虎I坦克就有一半是由ISU-152或ISU-122擊毀的。:41
在一次烏克蘭第一方面軍於波蘭維斯杜拉河上的桑多梅日橋頭堡發起的突破作戰中，蘇軍部署了幾個團的ISU-152/122。在ISU-152/122的火力支援下，蘇軍在第一天就推進了12公里。這樣的攻擊模式被認為是很好地體現了蘇軍的縱深作戰理論。:174
二戰的最後一年（即1945年），蘇軍曾經將大量的ISU-152當作移動火力點(碉堡)來使用。:34
二戰後，ISU-152繼續留在蘇軍中服役。ISU-152的生產一直持續到了1955年。直到1970年代，蘇軍的ISU-152才全數退役。蘇軍曾經以ISU-152為藍本，製造出了數款衍生型車輛。:173

### 中華人民共和國
1950年，根據中華人民共和國和蘇聯達成的協議，中華人民共和國從蘇聯那裏購買了包括40輛ISU-122在內的足以裝備十個坦克團的裝備。這些ISU-122被分配到了中國人民解放軍的自行火炮連中。隨後，中華人民共和國又陸續向蘇聯購買了一批ISU-152。ISU-152/122式在1960年代還參與了中國人民解放軍組織的「大比武」活動。據估計，這些ISU-152/122一直使用到1970年代才退役。在中國人民解放軍內部，將ISU-152稱作「蘇-152」式。

### 埃及
埃及在1960年代早期曾經從蘇聯那裏接收了至少一個團的ISU-152。隨後，埃及將這些ISU-152投入了第三次及第四次中東戰爭中。

### 伊拉克

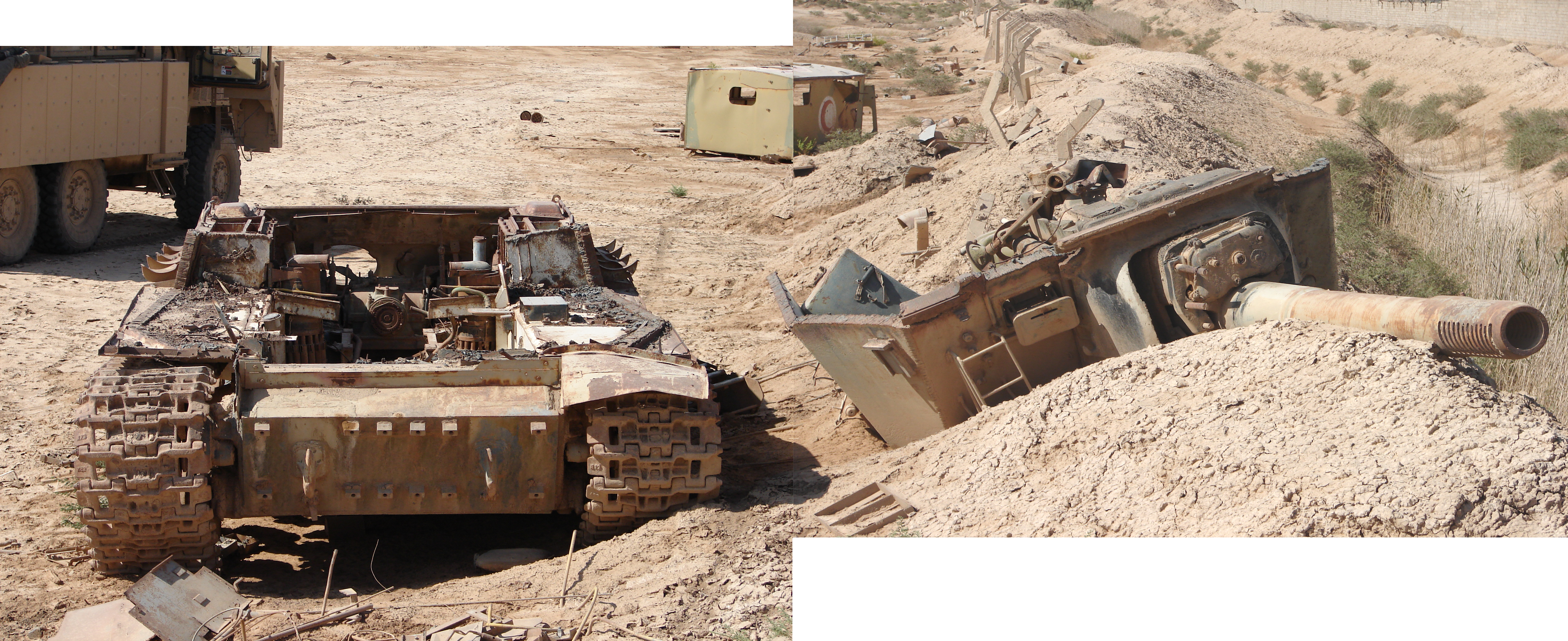
波斯灣戰爭中遭聯軍擊毀的伊拉克陸軍ISU-152

1950年代，伊拉克曾經從蘇聯那裏購買過數輛ISU-122式和ISU-152式重型突擊炮。這些ISU-122式突擊炮曾經在海灣戰爭中與美軍戰鬥過。據信，這些突擊炮如果使用大口徑榴彈攻擊美軍坦克的話，可以破壞坦克諸如電子設備等精密儀器。

## 衍生型號
- ISU-249，ISU-152的原型車。
- ISU-152，ISU家族的基本型號。

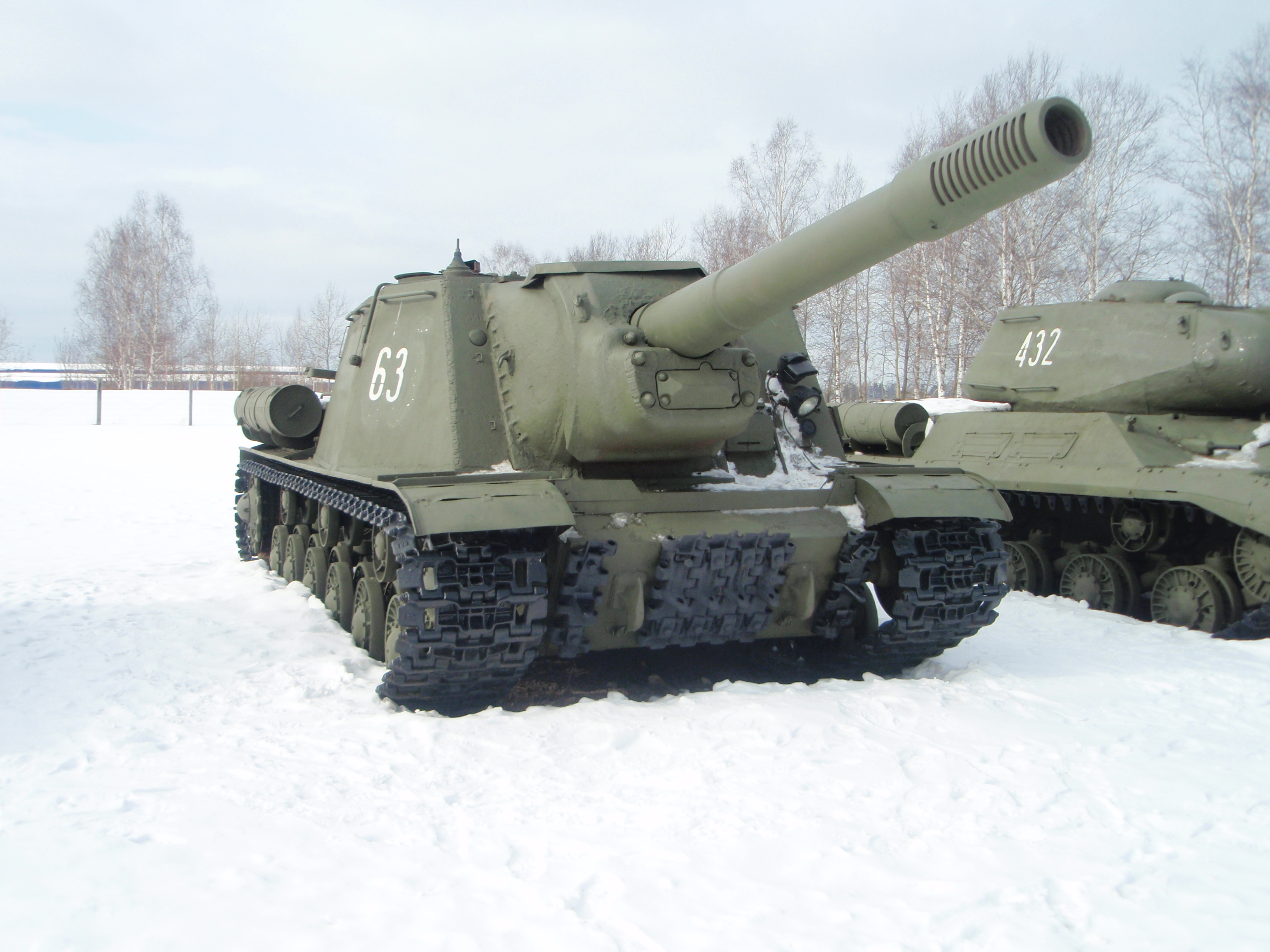
現藏於庫賓卡的ISU-152。這一張照片是於冬季拍攝的

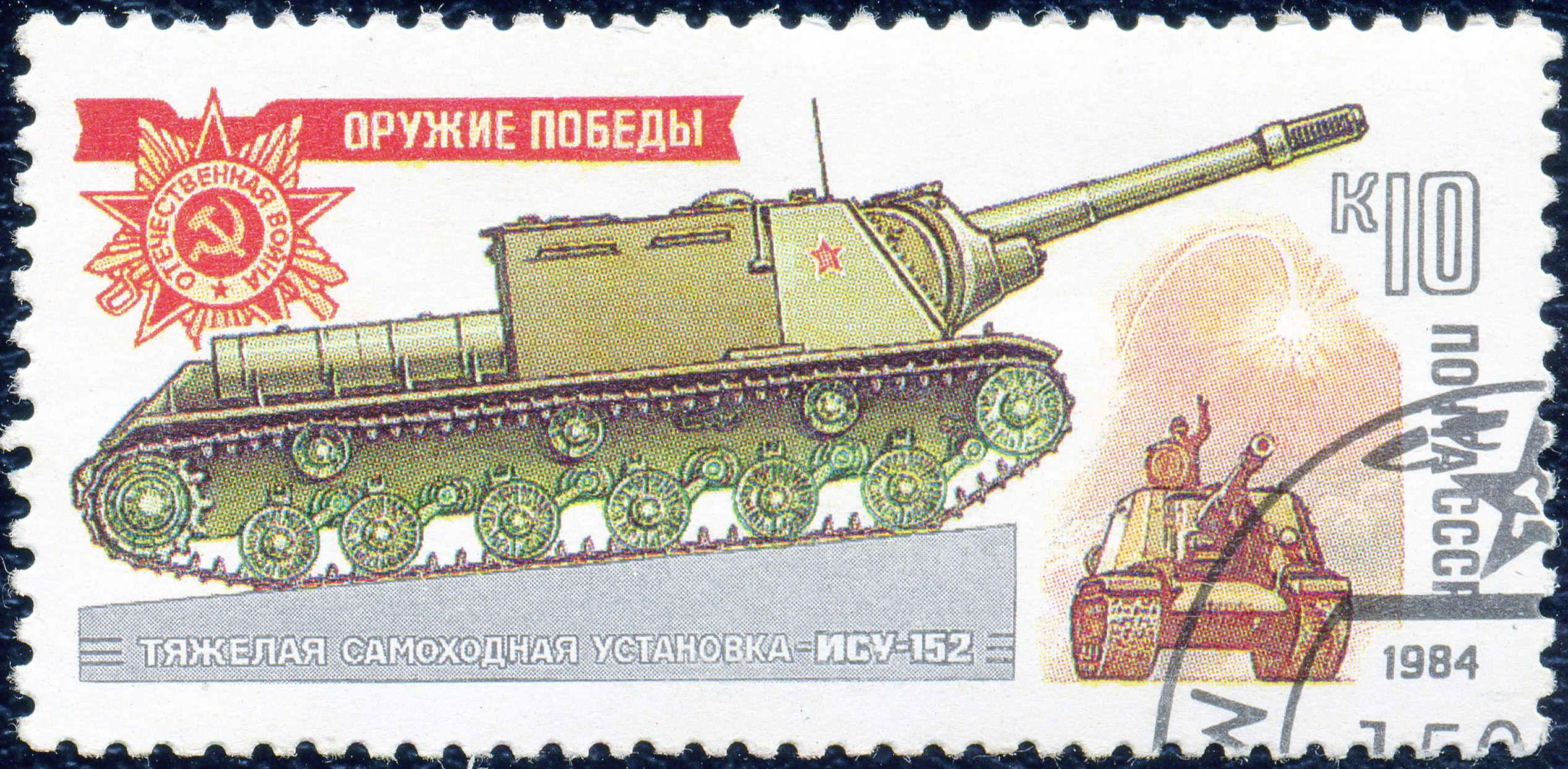
蘇聯於1984年印製的紀念郵票。上面的突擊炮就是ISU-152

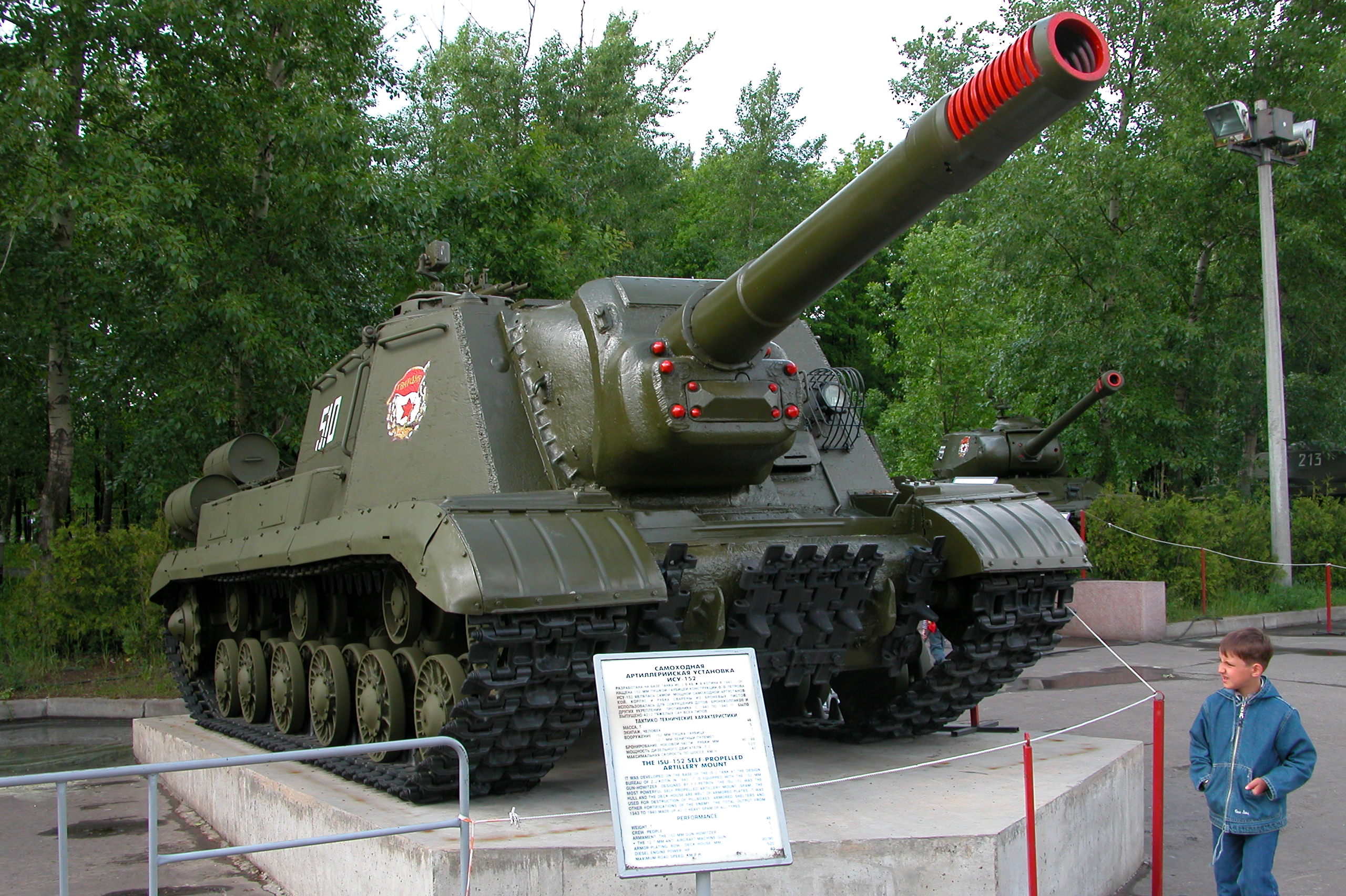
ISU-152K, 展示於莫斯科俯首山

704工程

- ISU-122，換裝122毫米主炮的ISU-152式突擊炮。

### ISU-152K
ISU-152K是ISU-152的晚期型。ISU-152K使用的是IS-2M的底盤，以及IS-3的發動機。:173

### ISU火炮載運車
在冷戰前期，蘇軍曾經將一些ISU式突擊炮改裝為炮車。其中的一款叫做「奧卡式火炮載運車」，它安裝了一門420mm火炮，可以發射戰術核彈。另外，還有ISU式火炮載運車可以發射蛙式導彈。:173

### ISU-152-1/2
1944年，德軍將虎II式坦克投入作戰之後，蘇軍立即開始着手準備為ISU-152和ISU-122換裝上新型的122毫米BL-9火炮和152毫米BL-8/10式長身管火炮。其中，安裝BL-9式的ISU-122被稱為「ISU-122-1」，安裝BL-8式的ISU-152被稱為「ISU-152-1」，而安裝BL-10式的ISU-152則被稱為「ISU-152-2」。但是，當蘇軍意識到德軍不可能大量生產虎II式坦克之後，蘇軍放棄了這一計劃。:173:42

### ISU-130/ISU-122BM
ISU-130是蘇軍在ISU-152的車體上安裝了一門蘇軍的130毫米S-26式艦炮的車輛。這款車輛的載彈量可以達到25發。另外，蘇軍還曾經將S-26式的改進型S-26-1式安裝在一輛ISU-122上。這款車輛被蘇軍稱作ISU-122BM。因為身管長的原因，S-26-1式火炮的炮口初速度可達1000米/秒，因而ISU-122BM的反坦克能力比起ISU-122要好。但是，這兩款車輛都未被蘇軍接受，沒有投入量產。:42

### BTT-1裝甲回收車
蘇軍曾經將部分退役的ISU-152拆除主炮後，改裝為BTT-1式裝甲回收車。:38

### 704工程
以IS-3的底盤為基礎研發的新型自走砲，搭載火砲同為152mm ML-20榴彈砲，但沒有裝設砲口制退器，有一台原型車被製造出來並通過越野測試，但沒有正式投產。該車被陳列於庫賓卡戰車博物館。

## 外部連結
- 2003年烏克蘭民間修復的ISU-152（页面存档备份，存于）
- 曾經被中國人民解放軍使用過的ISU-152（页面存档备份，存于）